# Khartoum International 1976
Il Khartoum International 1976 è stato un torneo di tennis giocato sul cemento. È stata la 1ª edizione del torneo, che fa parte del Commercial Union Assurance Grand Prix 1976. Si è giocato a Khartoum in Sudan, 24 febbraio al 2 marzo 1976.

## Campioni

### Singolare
Mike Estep ha battuto in finale  Thomaz Koch con il punteggio di 6–4 6–7 6–4 6–3

### Doppio
- Doppio non disputato